# 群青ランナウェイ
『群青ランナウェイ』（ぐんじょうランナウェイ）は、Hey! Say! JUMPの30作目のシングル。2021年8月25日にジェイ・ストームから発売された。

## 概要
初回限定盤1・2・通常盤の3形態での発売となり、それぞれ収録曲・ジャケット写真ともに異なる。なお、通常盤のジャケット写真のみ発売当日まで公式サイトで公開されなかった。これは後述する『青の呪い』の企画のネタバレ防止のためである。初回盤1・2にはDVDまたはBlu-rayが付属。CDのみの通常盤にはカップリング3曲とオリジナル・カラオケ4曲が収録される。
表題曲の「群青ランナウェイ」は、メンバーの伊野尾慧が単独での連続ドラマ初主演を務める東海テレビ×WOWOW共同製作ドラマ『准教授・高槻彰良の推察』Season1の主題歌である。MVは「Hey! Say! JUMPのメンバーが一人を残して全員消えた!?」というアザーストーリーをコンセプトに置き、『青の呪い』をテーマにしたホラーサスペンスドラマ仕立ての内容となっている。振付はMAIKOが担当し、楽曲もメンバーが主旋律と対旋律2組に分かれてぶつかり合うような、今までのグループのイメージを打破するものであるとして話題となった。
初回盤2に収録されている「Love Your Life」はミディアムロックナンバーであり、MVではメンバーが夏を海辺やドライブで楽しむ姿が描かれている。一方、通常盤に収録されている「シャッターチャンス」のMVにはメンバーの姿は一切映らず、メンバーカラーに塗られた8つの玉が、装置の上を転がり続けるというアナログ手法の「ピタゴラMV」で楽曲が表現された。

### プロモーション
プロモーションの一環として公式で「実録！「群青村」怪奇レポート」という名前のTwitterやWebサイトが開設され、フリーのルポライターが、メンバーが消えたという写真や取材内容を連日投稿していくという仕掛けが施された。これらのプロモーションは主題歌であるドラマに出演する伊野尾が企画・立案に携わっており、新曲を発売する時の情報解禁→取材→数少ない音楽番組→あっという間に発売日といったパターン化した動きを壊したいという思いと狙いがあったことを明かしている。この結果、初動セールスは前作『ネガティブファイター』より約3万枚上回った。
本作の発売を記念し、2021年9月3日に『第二回 Hey!Say!JUMPオンラインミーティング』が生配信された。初回限定盤1、2、通常盤それぞれのCD封入用紙に印字されているシリアルコードを使用することで視聴可能。生配信では、15周年を迎えるグループの今後について、議題を元にファン参加型で話し合うという真面目なものだけでなく、生配信中にメンバー自らが鬼となって視聴者を捕まえる（ツイッターのハッシュタグとメンション機能を利用し、メンバーがランダムにリプライを送信。捕まった視聴者はツイッターアイコンがスペシャルなマーク付きに変化する）という「JUMP鬼ごっこ」というスペシャルイベントも行われ、「#JUMP鬼ごっこ」「#群青ランナウェイ」がTwitterの世界ランキング1、2位を独占した。

## 特典
オンラインショップ予約先着特典
先着で「オリジナル・TEGATAクリアファイル」（A4サイズ）が付属。
- パターンA：山田涼介 / 中島裕翔 - 楽天ブックス、山野楽器
- パターンB：知念侑李 / 伊野尾慧 - Amazon.co.jp、TSUTAYA RECORDS
- パターンC：八乙女光 / 薮宏太 - TOWER RECORDS、ネオウィング
- パターンD：有岡大貴 / 髙木雄也 - HMV、WonderGO・新星堂、ぐるぐる王国
- パターンE：メンバー集合カット - セブンネットショッピング、その他全国CDショップ・オンラインショップ

封入特典
- 初回限定盤1・2 - 16P歌詞ブックレット
- 通常盤 - 4面8Pブックレット

## 収録曲

### CD

#### 通常盤
1. 群青ランナウェイ
作詞・作曲：くぅ、編曲：くぅ、遠藤ナオキ
  - 伊野尾慧主演 東海テレビ×WOWOW共同製作ドラマ『准教授・高槻彰良の推察』主題歌
2. Lovely Dance
作詞：原田卓也、作曲：原田卓也、Xisco、編曲：Xisco、佐々木博史
3. シャッターチャンス
作詞：クボタカイ、作曲：クボタカイ、Taro Ishida、編曲：Taro Ishida
4. ドラマチック
作詞・作曲：Furuse Kai、編曲：石塚知生
5. 群青ランナウェイ（オリジナル・カラオケ）
6. Lovely Dance（オリジナル・カラオケ）
7. シャッターチャンス（オリジナル・カラオケ）
8. ドラマチック（オリジナル・カラオケ）

#### 初回限定盤1/2
1. 群青ランナウェイ
2. Love Your Life
作詞：いしわたり淳治、作曲・編曲：野村陽一郎
初回限定盤2のみ収録。

### DVD/Blu-ray

#### 初回限定盤1
1. 「群青ランナウェイ」Video Clip
2. 「群青ランナウェイ」Making of Video Clip

#### 初回限定盤2
1. 「群青ランナウェイ」Solo Clip
2. 「Love Your Life」Video Clip
3. 「Love Your Life」Making

## チャート成績
2021年8月31日発表のオリコン週間シングルランキングで、前作『ネガティブファイター』を上回る23.6万枚を売り上げ初登場1位となり、デビューシングルから30作連続1位の記録を更新した。